# ایوان گارسیا (دونده)
ایوان گارسیا (اسپانیایی: Iván García‎؛ زادهٔ ۲۹ فوریهٔ ۱۹۷۲) دونده سرعت اهل کوبا بود.